# Streblorrhiza speciosa
Streblorrhiza speciosa là loài cây bụi đặc hữu của đảo Phillip. Loài này thuộc họ Fabaceae, là loài duy nhất của chi Clianthus, hiện được coi là đã tuyệt chủng.
Loài này được Stephan Endlicher mô tả lần đầu năm 1833, với hai mẫu vật do Ferdinand Bauer sưu tập, điển hình cho một chi đơn loài mới. Trong số đó có một mẫu vật kèm theo quả.
Loài này tuyệt chủng năm 1860 ở môi trường bản địa, nhưng vẫn tồn tại các giống cây trồng.